# Костенко, Фёдор Дмитриевич
Фёдор Дмитриевич Костенко (1919—1962) — старший сержант Рабоче-крестьянской Красной Армии, участник Великой Отечественной войны, Герой Советского Союза (1945).

## Биография
Фёдор Костенко родился 6 июня 1919 года в селе Покровка (ныне — Усть-Таркский район Новосибирской области). После окончания трёх классов школы работал на межрайонной базе Новосибирского облпотребсоюза. В 1939 году Костенко был призван на службу в Рабоче-крестьянскую Красную Армию. С июня 1941 года — на фронтах Великой Отечественной войны. К июню 1944 года старший сержант Фёдор Костенко командовал пулемётным отделением 459-го стрелкового полка 42-й стрелковой дивизии 49-й армии 2-го Белорусского фронта. Отличился во время Белорусской операции.
23-24 июня 1944 года отделение Костенко успешно переправилось через реку Бася на территории Могилёвской области Белорусской ССР и захватило вражескую траншею, прикрыв переправу своей роты. 26 июня 1944 года оно переправилось через Днепр и на его западном берегу попало в окружение противника, но сумело продержаться до подхода основных сил.
Указом Президиума Верховного Совета СССР от 24 марта 1945 года за «образцовое выполнение боевых заданий командования на фронте борьбы с немецко-фашистскими захватчиками и проявленные при этом мужество и героизм» старший сержант Фёдор Костенко был удостоен высокого звания Героя Советского Союза с вручением ордена Ленина и медали «Золотая Звезда» за номером 7305.
После окончания войны Костенко был демобилизован. Проживал и работал в городе Татарске Новосибирской области, скоропостижно скончался 14 ноября 1962 года. Похоронен в Татарске.
Был также награждён рядом медалей.